# Gyrocochlea eurythma
Gyrocochlea eurythma är en snäckart som beskrevs av Hedley 1924. Gyrocochlea eurythma ingår i släktet Gyrocochlea och familjen Charopidae. Inga underarter finns listade i Catalogue of Life.